# Kitzinger Stadtbefestigung

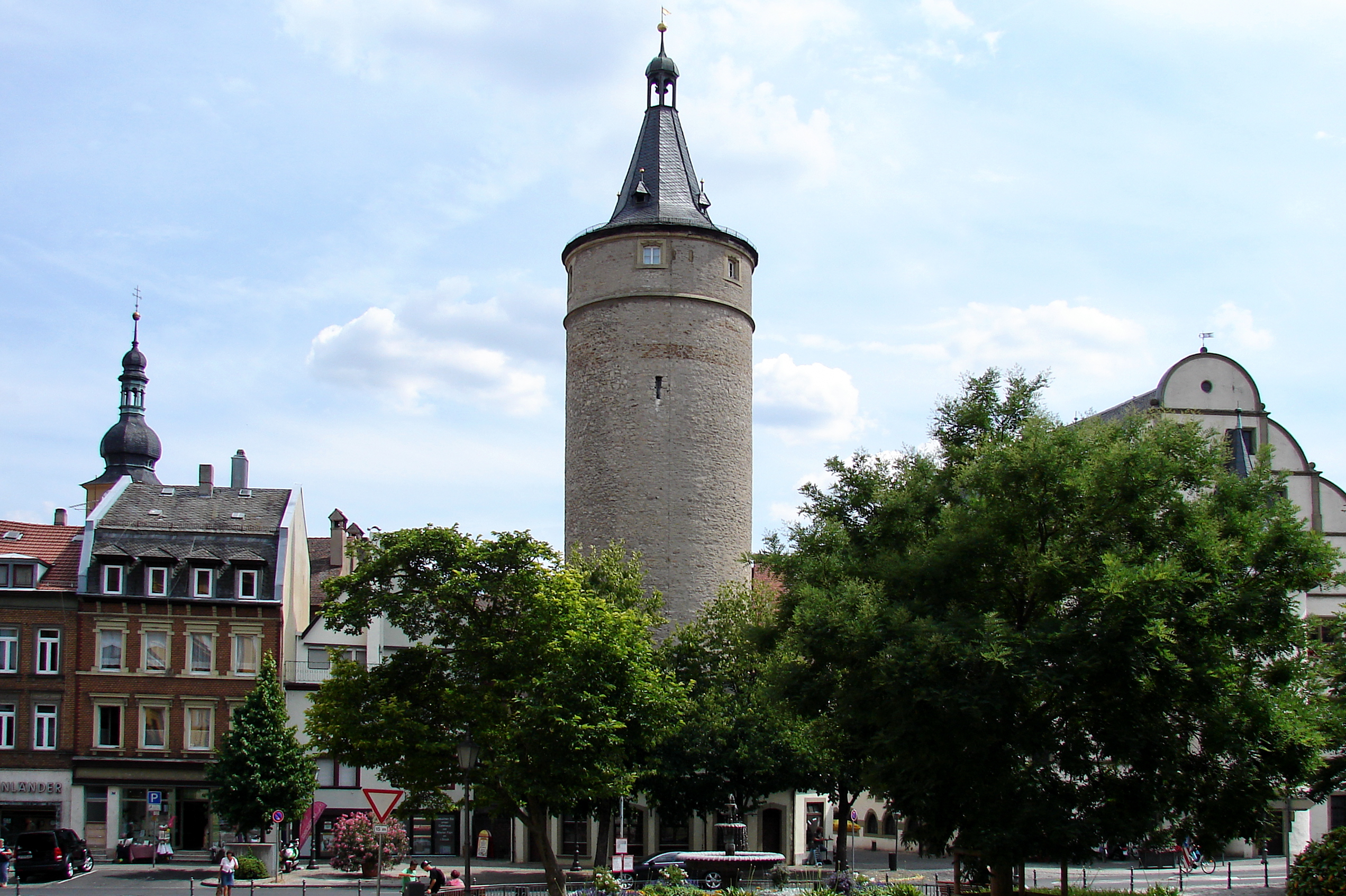
Sogenannter Marktturm am Kitzinger Rathaus

Die ehemalige Kitzinger Stadtbefestigung umgab die Altstadt der unterfränkischen Stadt Kitzingen, von ihr sind vereinzelte Türme, Mauerabschnitte und Grabenreste erhalten. Die Kitzinger Stadtbefestigung, eine der ältesten in Unterfranken, bestand bereits im  Hochmittelalter. Im 15. Jahrhundert wurde die Stadt mit einem zweiten Mauerring umgeben.
Im Nordosten verlief jenseits des Mains die Etwashäuser Ortsbefestigung um den Kitzinger Vorort Etwashausen, sie bildete eine wehrtechnische Einheit mit den Anlagen Kitzingens, wurde jedoch nicht von den Kitzingern unterhalten.

## Geschichte

### Bau der Befestigungen
Die Entstehung der Kitzinger Stadtbefestigung ist mit der Entwicklung der Kernstadt verbunden. Als „oppidum“, also Stadt, wurde Kitzingen im Jahr 1280 erstmals erwähnt und im Jahr 1300 wurde die örtliche Mainbrücke genannt. Insbesondere der Schutz der Zugänge zu dieser Brücke veranlasste den Bau der Schutzanlage.
Der Umfang der Kernstadt ist noch im Straßenbild ablesbar. Die Stadt endete (von West nach Ost) an der Kaiserstraße, der Prinzregent-Luitpold-Straße, an der Straße Am Stadtgraben, der Kapuzinerstraße und der Schrannenstraße.
Kitzingen war im 14. Jahrhundert von einem einfachen Mauerring umgeben, dem ein Grabensystem vorgelagert wurde. Durch ihn führten fünf Tore. Topographisch ragt das Brückentor heraus als Barriere zwischen Main und Mainbrücke. Auf die Verbindung mit dem frühmittelalterlichen Benediktinerinnenkloster verweist das Klostertor im Norden der bürgerlichen Stadt. Die Stadt war schon im Hochmittelalter nicht auf das durch die Mauern umgrenzte Areal begrenzt. Vielmehr siedelten sich auch entlang der Einfallstraßen außerhalb des ersten Befestigungsrings immer wieder Menschen an.

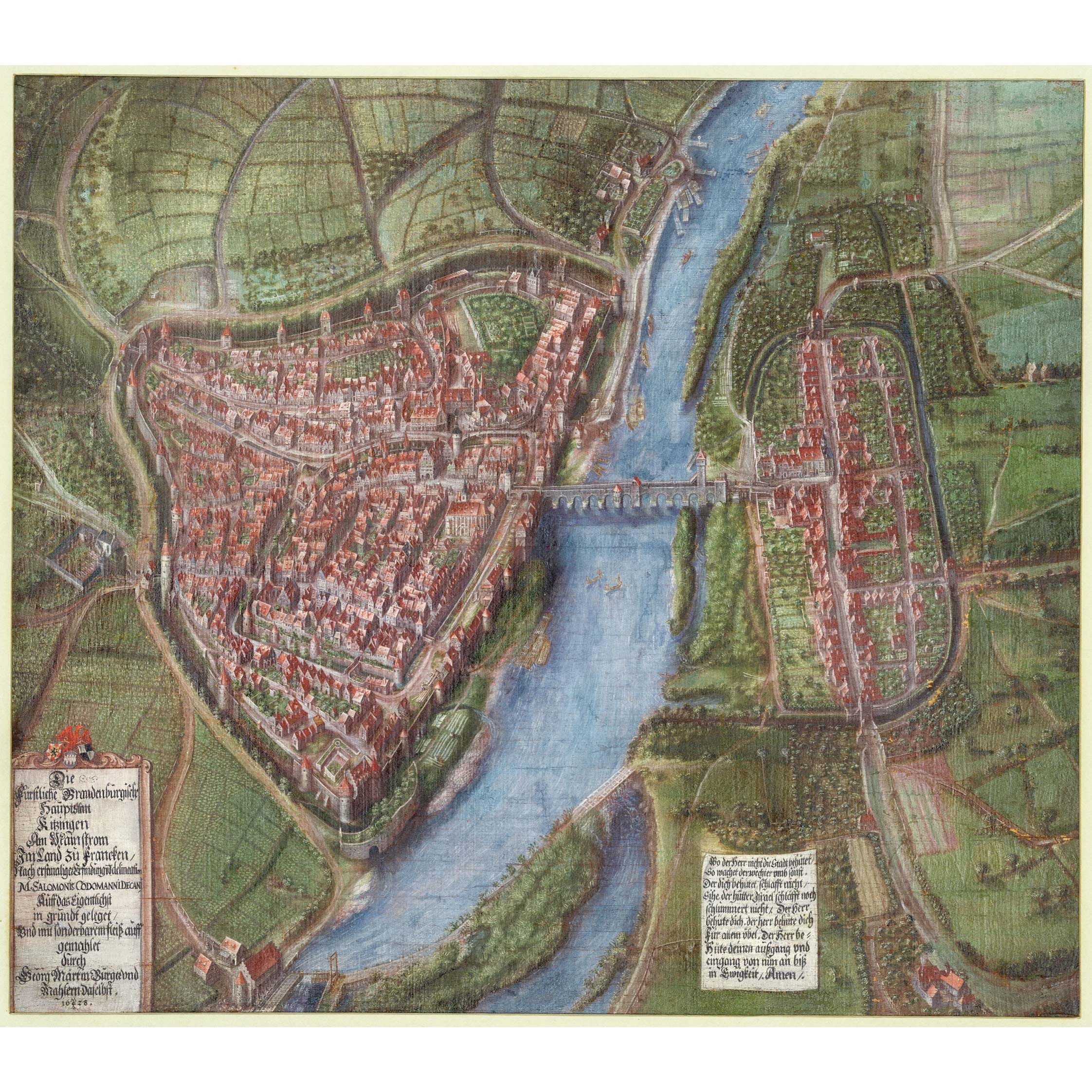
Vogelschau auf Kitzingen im Jahr 1628, Georg Martin

Es dauerte bis ins 15. Jahrhundert, bis die Vorstädte in die Wehranlagen einbezogen wurden. Dies beruhte auf dem Herrschaftswechsel nach der Verpfändung Kitzingens an die Markgrafen von Brandenburg-Ansbach im Jahr 1443. Zwischen 1450 und 1500 ließen die Markgrafen die Stadt Kitzingen vollständig mit einer Ringmauer umgeben, die außerhalb der ehemaligen Vorstädte verlief. Dazu wurden einzelne Hofstellen zusammengeführt und teilweise verlegt. Die geschützte Siedlungsfläche verdoppelte sich dadurch.
Zur gleichen Zeit begann auch die Befestigung auf der gegenüberliegenden Mainseite. Etwashausen gehörte schon immer zu Kitzingen und war über die Mainbrücke mit ihm verbunden. Die Befestigung hatte dort allerdings nie den wehrtechnischen Stand von Kitzingen, denn an einigen Stellen schützten lediglich Hecken und Gräben die Ansiedlung. Unterhalten wurde die Vorortbefestigung von der Bevölkerung von Etwashausen. Etwashausen hatte drei Tore, das jüngste und sogenannte Neue Tor entstand im Jahr 1565.
Die Befestigung der Stadt Kitzingen wurde zwar von der Herrschaft angeregt, die Baukosten musste allerdings die Stadtgesellschaft tragen. Der Rat der Stadt war auch für die Ausrüstung der Bürgermilizen zuständig, die entlang der Mauer patrouillierten. Bereits in der ersten Hälfte des 17. Jahrhunderts, 100 Jahre nach dem Bau der Anlagen, waren auf einem Aquarell des Malers Georg Martin Lücken in der vollständig aus Stein geschaffenen Befestigung aus Stein sichtbar. Vom Schloss im Süden der Anlage, das wohl von Markgraf Casimir im Jahr 1526 in Auftrag gegeben worden war, standen nur die Grundmauern.

### Niedergang und Abriss
Das Aquarell, das sich am tatsächlichen Erscheinungsbild Kitzingens im Jahr 1628 orientierte, gibt einen guten Überblick über die Anlage. Lediglich der Mauerabschnitt entlang des Mains erscheint darauf vollständig intakt. Die Tore der Stadt dienten nicht nur der Verteidigung, sondern waren auch als Zollstellen von großer wirtschaftlicher Bedeutung. Auf der von Nürnberg kommenden Mainroute gelangten die meisten Waren in die Stadt. Sie wurden hier verzollt. Die innere Stadtmauer, die ihre Bedeutung mit der Erweiterung verloren hatte, bestand nur noch an einigen Stellen und war stückweise bereits überbaut worden.
Der Unterhalt der starken Befestigungsanlagen überforderte die Stadtgesellschaft Kitzingens schnell. Hinzu kam die Verbesserung der Kriegstechnik. Einem Geschütz konnte die Stadtmauer nicht standhalten. Im Dreißigjährigen Krieg wurden viele mittelalterliche Befestigungen kampflos eingenommen, weil eine Verteidigung aussichtslos gewesen wäre. Dagegen stieg in der Folgezeit die wirtschaftliche Bedeutung der Stadtmauern. Die Tore waren die einzigen Punkte, an denen Waren in die Stadt gelangen konnten. Da der Zugang kontrolliert wurde, hatten sie auch einen wichtigen seuchenpolitischen Nutzen.
Erst im 19. Jahrhundert durchbrach man die geschlossene äußere Stadtbefestigung. Um das Wachstum der Stadt nicht zu behindern, wurden ab 1864 in kurzer Zeit die Reste der mittelalterlichen Verteidigungsanlagen fast überall entfernt. Durch Zuschütten der Stadtgräben konnte sich die Stadt nunmehr auch vor die Ummauerungen ausbreiten. Einige der ehemaligen Grabenbereiche wurden zu Parks. Eine solche Anlage hat sich heute noch zwischen Neuer Mainbrücke und Falterturm im Süden der Altstadt erhalten.
In der Stadt Kitzingen stehen heute nur noch wenige Überreste der ehemaligen zwei Befestigungsanlagen. Lediglich im Süden und Westen der äußeren Stadt haben sich einzelne Türme, ein einzelner Mauerabschnitt und der Grabenbereich erhalten. Die beiden erhaltenen Türme Marktturm (innere Befestigung) und Falterturm (äußere Befestigung) sind heute Wahrzeichen Kitzingens. Insbesondere der Falterturm mit seiner schiefen Haube bildet das emblematische Erkennungszeichen der Stadt. Er wird auf dem Hinweisschild auf Kitzingen an der Bundesautobahn 7 abgebildet. Die Überreste der Stadtbefestigung werden als Baudenkmal eingeordnet, die untertägigen Überreste der Anlagen sind als Bodendenkmäler vermerkt.

## Tore
Von den historischen Toren der beiden Kitzinger Stadtbefestigungen haben sich heute keine Überreste mehr erhalten. Die Türme verschwanden bereits vor 1825, lediglich zwei Anlagen waren in der ersten Hälfte des 19. Jahrhunderts noch vorhanden. Kitzingen besaß aufgrund seiner Größe insgesamt zehn Tore, von denen fünf die Zugänge zur inneren Stadt bildeten und fünf durch die äußere Befestigung führten. Das Aussehen der Tortürme ist auf einem Aquarell von Georg Martin überliefert. Neben den Toren dürfte es Pforten in der Stadtmauer gegeben haben, die von den Einheimischen genutzt wurden. In einer Beschreibung der Stadt Kitzingen nannte der Künstler Salomon Codomann beispielsweise die „Vordere Pförd“, die am westlichen Ende der heutigen Schweizergasse zu finden war.

### Innere Stadtbefestigung

#### Inneres Brückentor

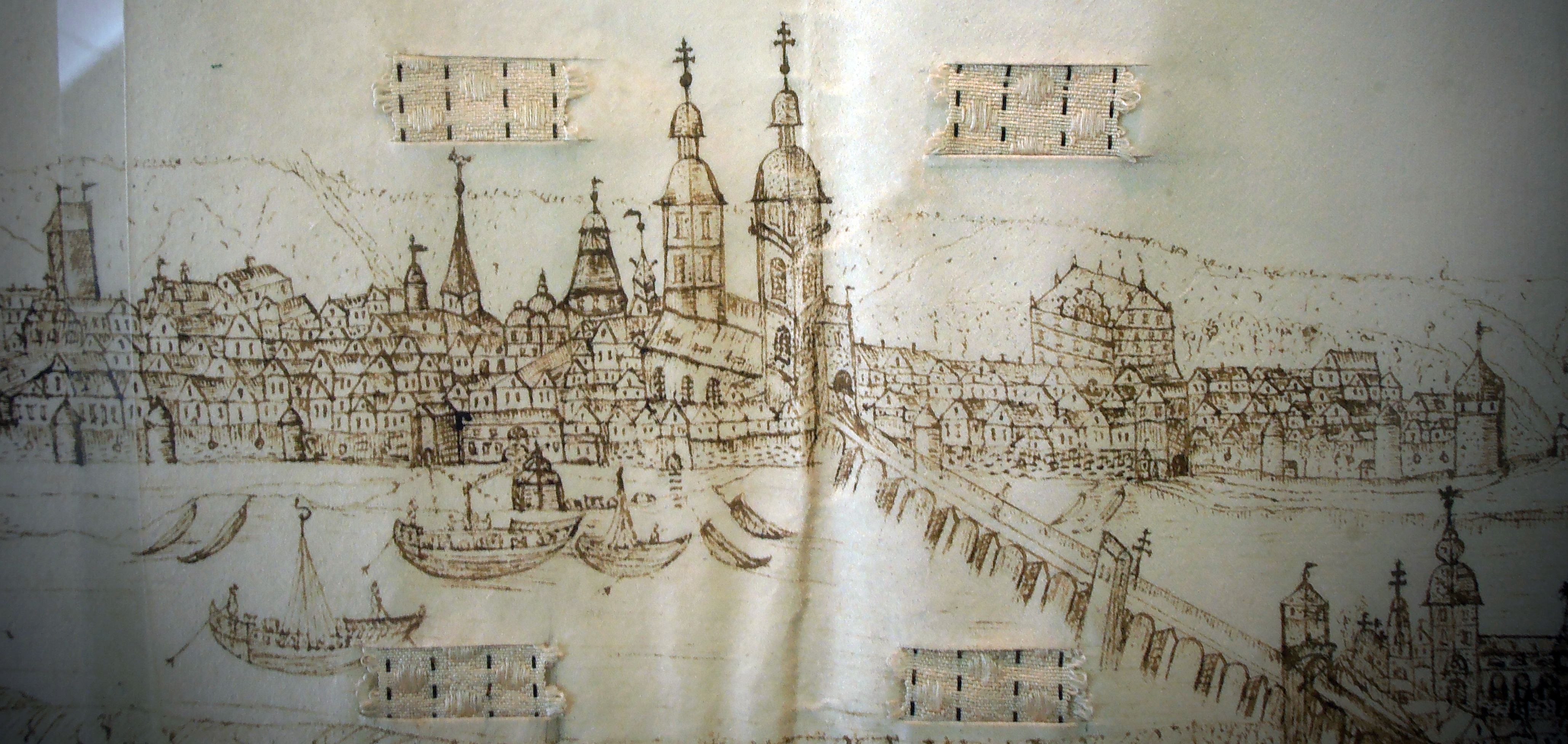
Mainbrücke und Brückentor vor der Kitzinger Pfarrkirche auf einer Pergamentzeichnung des 18. Jahrhunderts

Das innere Brückentor bildete das wichtigste Tor innerhalb der Kitzinger Stadtbefestigung. Es garantierte den auf der Ostseite der Stadt befindlichen Zugang über die Mainbrücke und wurde vom Brückenturm (auch Hoher Brückenturm) überragt. Damit stellte es den Zugang des von Nürnberg kommenden Verkehrs sicher, der an dieser Stelle verzollt wurde. Der Turm wurde im Jahr 1552
errichtet. Brückentor und -turm wurden, wie die meisten anderen Aufbauten auf der Brücke auch, im 19. Jahrhundert eingelegt. Der Turm wurde allerdings noch auf einer Schützenscheibe des Jahres 1851 abgebildet und wurde auch 1857 noch durch den Kunstmaler Joseph Walter auf einer Kitzinger Vogelschauansicht verewigt.
Auf dem Plan der Stadt Kitzingen aus dem Jahr 1628 wird der Brückenturm als Rechteckbau mit schiefergedecktem Walmdach dargestellt. Das Bruchsteinmauerwerk war sichtbar. Die Geschosse des Tores waren wohl durch Gesimse äußerlich voneinander abgegrenzt. Als Besonderheit wies der Turm eine Schlaguhr mit zwei Ziffernblätter auf, die an der stadtzugewandten Seite und in Richtung Etwashausen angebracht waren. Im 19. Jahrhundert hatte sich das Erscheinungsbild des Turmes stark verändert. Er besaß vier Geschosse und wurde von einem Zinnenkranz überragt. Das Dach des Turmes war flachgedeckt, um das Herumlaufen auf den Zinnen zu ermöglichen. 49° 44′ 22,7″ N, 10° 9′ 48,6″ O

#### Inneres Faltertor
Das innere Faltertor bildete den südwestlichen Zugang zur Stadt. Heute erinnert die Falterstraße an das Tor. Das Faltertor erhielt seinen Namen von den charakteristischen Verteidigungselementen, mit dem es ausgestattet war. Hier war ein Fallgatter zu finden, das mögliche Angreifer von einer Erstürmung der Stadt abhielt. Aus der Bezeichnung „Fall-Tor“ leitete sich später der Name Faltertor ab. Der Turm wurde 1628 als Rechteckbau mit einem Ziegelwalmdach dargestellt. Charakteristisch war der Zugang über eine Brücke, die den inneren Stadtgraben überwand. Der Turm verschwand im 18. Jahrhundert. 49° 44′ 12,5″ N, 10° 9′ 39,7″ O

#### Klostertor
Das Klostertor lag im Norden der inneren Stadt zwischen dem Marktplatz und dem Kloster, das der Anlage auch den Namen gab. Es war wohl mit einem Vorwerk ausgestattet, das sich vor dem Stadtgraben der inneren Stadt erhob. Statt eines Torbaus bestand das Tor selbst aus einem niedrigen, hausähnlichem Aufbau mit einem Renaissance-Stufengiebel. Die Anlage wurde vom hohen Marktturm überragt.   49° 44′ 21,3″ N, 10° 9′ 41,7″ O

#### Wagtor
Das Wagtor befand sich am östlichen Ende der Ritterstraße und verband die innere Stadt mit der am Main befindlichen, städtischen Waage. 49° 44′ 15,4″ N, 10° 9′ 51,9″ O

#### Grabentor
Das Grabentor war eines der sogenannten Haupttore der inneren Stadt. Seinen Namen hatte es durch die Lage am hier sehr breiten Stadtgraben erhalten. Das Grabentor war im Süden der inneren Stadtbefestigung zu finden, an der südlichen Einmündung der heutigen Kapuzinerklosterbrückenstraße. Das Tor wurde lediglich durch einen rundbogigen Torbogen gebildet, ein überragender Turm existierte nicht. Besonders eindrucksvoll muss sich die vor dem Tor erstreckende Brücke präsentiert haben. Das Grabentor war bis zur Mitte des 19. Jahrhunderts bereits verschwunden. 49° 44′ 12″ N, 10° 9′ 48,7″ O

### Äußere Stadtbefestigung

#### Äußeres Brückentor/Schützentor
Das Äußere Brückentor lag nur wenige Meter von seinem bedeutenderen Pendant, dem inneren Brückentor entfernt an der rechtsmainischen Auffahrt zur Alten Mainbrücke. Von Etwashausen aus betrat man die Brücke über einen hölzernen Aufbau und erreichte nach zwei Jochen das äußere Brückentor, das zugleich die Gemarkungsgrenze der Stadt Kitzingen und ihrer Vorstadt bildete. Auf Etwashäuser Seite wurde es deshalb auch Maintor genannt. Das Brückentor selbst bestand lange Zeit lediglich aus einer (wohl rundbogigen) Tordurchfahrt, die allerdings um ein Brückenwärterhaus ergänzt wurde und 1467 vom Rat der Stadt erbaut worden war. Dahinter erhob sich im Jahr 1628 noch ein auf der Brücke selbst lokalisierter Turm, der im 18. Jahrhundert verschwand.
Im Jahr 1700 wurde das äußere Brückentor durch den Würzburger Fürstbischof Karl Philipp von Greiffenclau zu Vollrads umfassend erneuert. Er ließ den schlichten Torbogen um einen Architrav erhöhen, auf dem ein barockes Rechteck ruhte. Der Torbogen wurde nun vom Wappen des Fürstbischofs überragt. Darüber erhoben sich mehrere plastische Figuren von Kriegern in antikisierender Tracht. Das äußere Brückentor wurde im Jahr 1891 abgerissen, als man die Mainbrücke erweiterte. 49° 44′ 27″ N, 10° 9′ 59,6″ O

#### Äußeres Faltertor
Das äußere Faltertor bildete den südwestlichen Zugang zur Stadt Kitzingen. Es wurde im Jahr 1706 lediglich als Tordurchfahrt dargestellt. Das Tor war zwischen dem hohen und dem kleinen Falterturm angebracht, von denen ersterer heute noch besteht. Noch im Jahr 1825 bestand das Tor, wobei es nun mit einem Vorwerk versehen worden war. Das äußere Faltertor wurde in der zweiten Hälfte des 19. Jahrhunderts eingelegt.
49° 44′ 10,5″ N, 10° 9′ 33,3″ O

#### Spazertor
Das Spazertor war das Tor, das Kitzingen mit seinem westlichen Umland verband. Hier führte die Straße von Würzburg kommend an den Main. Das Spazertor wurde bereits im Jahr 1479 erbaut, wobei der in unmittelbarer Nähe zum Tor befindliche Eckturm bereits 1473 in den Quellen erwähnt wird. Im Turm wurde auch eine Familie untergebracht. Urkundlich nachweisbar ist der Schneider Hans Hendinger, der im Obergeschoss der Turmanlage lebte. Der Turm erlebte mehrere Zerstörungen, wobei das sogenannte „Gewässer“ von 1551, wohl ein Hochwasser, zu einem Neubau des Turmes führte.
Im 15. Jahrhundert bestand die Anlage aus einer Brücke, einem Vorwerk, dem eigentlichen Torhaus und einem im Nordosten anschließenden Eckturm. Nach den Zerstörungen von 1551 wurde ein neuer Torturm aufgerichtet. Er war in Fachwerkbauweise errichtet und schloss mit einem Krüppelwalmdach ab, wobei das Dach von mehreren Gauben durchbrochen wurde. Als rechteckiger, ziegelgedeckter Fachwerkturm präsentiert sich der Turm auch noch auf der Stadtansicht von 1628. Das Tor war im Bayerischen Urkataster von 1825 bereits verschwunden, wobei der Platzname noch an die hier ursprünglich vorhandene Anlage erinnerte. 49° 44′ 15,9″ N, 10° 9′ 21,1″ O

#### Maintor/Dettelbacher Tor
Das Maintor (auch Dettelbacher Tor) befand sich nördlich der Alten Mainbrücke an der Abzweigung der heutigen Alten Burgstraße zum Oberen Mainkai. Im Turm soll sich noch im 16. Jahrhundert eine Badstube befunden haben. Der Turm, der die Kitzinger Stadtbevölkerung zum nördlichen Teil des Mainufers vor der Stadt brachte, tauchte in der Darstellung von 1628 in Form eines Rechteckbaus auf. Ihm war ein überkragendes Fachwerkobergeschoss aufgesetzt. Der Turm war ziegelgedeckt und schloss mit einem Walmdach mit Zwerchhaus ab. Noch 1825 existierte der Turm im Bayerischen Urkataster. Er wurde kurze Zeit später eingelegt. 49° 44′ 25,3″ N, 10° 9′ 46,1″ O

#### Gürtlertor/Polstertor
Das sogenannte Gürtlertor (auch Polstertor) bestand im südlichen Teil der dem Main zugewandten Stadtmauer von Kitzingen. Es begrenzte den Zugang der heutigen Ritterstraße zum Unteren Mainkai. Das Tor wurde im Jahr 1468 errichtet und erhielt seinen Namen von den hier lebenden Gewerken der Gürtler bzw. Polsterer. Der Turm wurde auf dem Plan der Stadt Kitzingen aus dem Jahr 1628 als Rechteckbau dargestellt, der mit einem ausladenden Halbwalmdach abschloss. Dem Dach wurde ein Zwerchhaus aufgesetzt. Im Jahr 1747 entstand vor dem Tor nach Plänen von Balthasar Neumann der städtische Kranen, weswegen das Tor fortan auch Kranentor genannt wurde. Es wurde im 19. Jahrhundert entfernt.
49° 44′ 15,8″ N, 10° 9′ 53,5″ O

## Türme

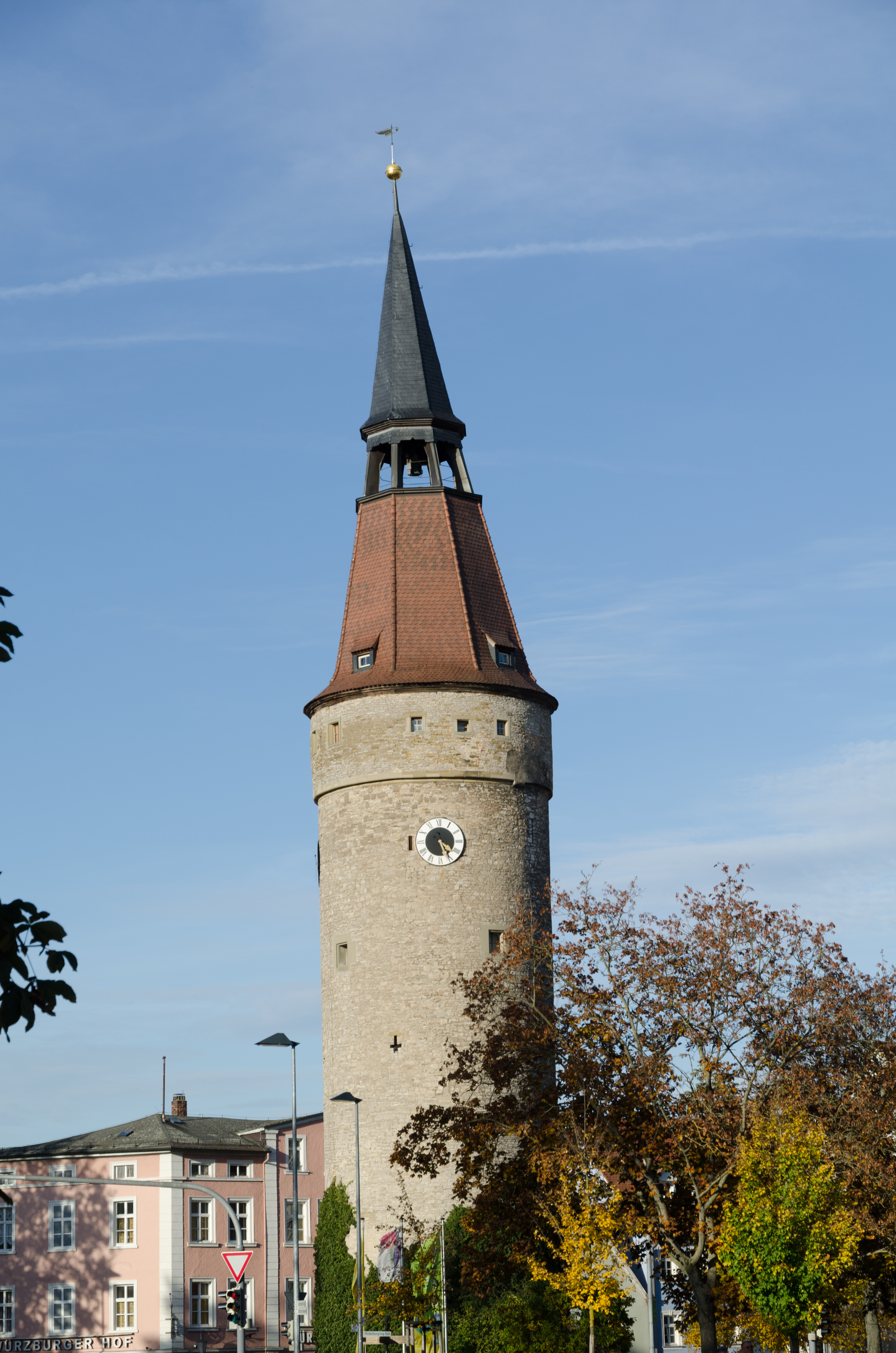
Falterturm als Überrest der Befestigung

Die äußere Kitzinger Stadtbefestigung wies noch im 17. Jahrhundert 32 Türme auf und umfasste sowohl kleine Rundtürme ohne Haube als auch mehrstöckige Turmbauten mit aufwändig gestalteten Dachabschlüssen. Die Türme der inneren Mauer verschwanden zumeist bereits in der Vormoderne oder wurden überbaut, wobei sich vor allem in anderen Bauten einbezogene Türme erhalten konnten. Im Zuge des Niederlegens der Befestigungsanlagen im 19. Jahrhundert verschwanden auch die meisten Türme der äußeren Ummauerung. Acht Türme wurden in den 1990er Jahren vom Bayerischen Landesamt für Denkmalpflege identifiziert.
Wichtigste Anlage der inneren Stadtbefestigung ist der sogenannte Marktturm (Adresse Marktstraße 32), der heute ein Ensemble mit dem Kitzinger Rathaus bildet. Er präsentiert sich als Rundturm aus Bruchsteinen, der sich in unmittelbarer Nähe zum namensgebenden Marktplatz der Stadt erhebt. Er ist ca. 40 Meter hoch, wobei seine Untergeschosse bereits auf die Errichtung der ersten Stadtmauer im 13. bzw. 14. Jahrhundert zurückgehen. Der Marktturm wurde im Jahr 1546 erhöht. Der Turm schließt mit einer Kegelhaube ab. 49° 44′ 21,3″ N, 10° 9′ 42,4″ O
Neben vier kleinen Türmen ohne besondere, historische Bedeutung haben sich von der äußeren Befestigung die folgenden Türme erhalten: Der Stadtbodenturm, der im Jahr 1464 entstand und für die Lagerung des städtischen Getreides genutzt wurde. Der Fluhrerturm war Standort der sogenannten Feldpolizei, die über die Organisation der in der Kitzinger Gemarkung befindlichen Feldflächen zu wachen hatte. Er entstand im Jahr 1496. Der Scharwächterturm konnte besonders viele städtische Verteidiger aufnehmen. Der Spatzer Eckturm, der 1464 erstmals erwähnt wurde, ist nach seiner Nähe zum gleichnamigen Tor benannt. 49° 44′ 15,2″ N, 10° 9′ 20,3″ O
Der bereits im Spätmittelalter wichtigste Turm der äußeren Stadtbefestigung war allerdings der Falterturm (Adresse Falterstraße 23). Sein charakteristisches Erscheinungsbild machte aus dem Turm bereits früh ein Wahrzeichen, was das Bauwerk allerdings nicht vor Veränderungen schützte. Der runde Turm wurde zwischen 1469 und 1496 als Befestigungs- und Wachturm der äußeren Stadtmauer errichtet. Der Turm hat eine Höhe von 52 Metern und besitzt sieben Stockwerke. Besonders auffällig ist der schiefe Helm des als Baudenkmal geschützten Turmes, der deshalb auch als „schiefer Turm von Kitzingen“ bezeichnet wird. Von 1963 bis 2011 beherbergte der Turm die Schausammlung des Deutschen Fastnachtmuseums. 49° 44′ 10,4″ N, 10° 9′ 34″ O → siehe auch: Falterturm

## Weitere erhaltene Reste
Stadtmauerreste haben sich lediglich an zwei Stellen innerhalb des modernen Stadtgebietes erhalten. Die innere Befestigung ist noch entlang der Kapuzinerstraße im Süden des Kitzinger Altortes sichtbar. Die Anlage war ursprünglich allerdings wesentlich höher. Heute weisen die Mauerreste lediglich noch eine Höhe von etwa drei Metern auf. Die Mauern wurden aus dem für die Kitzinger Befestigung typischen, unverputzten Bruchsteinen gearbeitet. Zum Schutz vor dem weiteren Verfall erhielt die Mauer nachträglich ein schmales Ziegeldach, das ihr Erscheinungsbild heute nachhaltig prägt.
Die Ringmauer der äußeren Stadtbefestigung ist an mehreren Stellen sichtbar. Während des 19. Jahrhunderts überbaute man allerdings nicht selten die erhaltenen Überreste und fügte sie in die neuerrichteten Wohnhäuser ein. Die Stadtmauerreste bilden heute die rückwärtigen Stützmauern vieler Bauten insbesondere im Westen des Kitzinger Stadtkerns entlang der Würzburger Straße. Durch ein Entfernen der Putzschicht gelang es nachträglich die eingebauten Stücke der Mauer wieder sichtbar zu machen, die wie Spolien an den glatten Fassaden erscheinen.